# Asplenium creticum
Asplenium creticum là một loài dương xỉ trong họ Aspleniaceae. Loài này được Lovis, Reichst. & Zaffran in Reichst., Lovis, Greuter & Zaffran mô tả khoa học đầu tiên năm 1973.
Danh pháp khoa học của loài này chưa được làm sáng tỏ. 